# Go-En'jú
Go-En'jú (japonsky 後円融天皇, Go-En'jú-tennó, 11. ledna 1359 – 6. června 1393) byl pátý panovník Severního dvora v období Nanbokučó. Vládl od 9. dubna 1371 do 24. května 1382.
Princ, jehož osobní jméno (imina) před nástupem na trůn Severního dvora znělo Ohito (緒仁親王), byl druhým synem 4. císaře Severního dvora Go-Kógona. Byl pojmenován po 64. císaři En'júovi z 10. století, jehož osobní jméno (imina) před nástupem na Chryzantémový trůn znělo Morihira. Výraz go- (後) se doslovně překládá jako „pozdější“. Go-En'jú tedy může být označován jako „pozdější císař En'jú“. Jelikož se japonské go v některých starších pramenech rovněž překládalo ve významu „ten druhý“, mohl by tento císař být také označován jako En'jú druhý či En'jú II.

## Události za Go-En'júova života
Během svého života císař Go-En'jú i jeho okolí věřili, že od 9. dubna 1371 do 24. května 1382 vládl na Chryzantémovém trůnu.   
Okamžitě poté, co princ Ohito obdržel v roce 1371 hodnost šinnó (親王) neboli císařský princ, jeho otec, císař Go-Kógon, abdikoval a Ohito se stal císařem. Mezi císařem Go-Kógonem a jeho starším bratrem, bývalým císařem Sukóem, prý došlo k neshodám ohledně korunního prince. Princ Ohito se stal císařem díky podpoře ministra vlády šógunátu Ašikaga Jorijukiho Hosokawy. 
Go-Kógon vládl až do roku 1374 jako klášterní císař. V roce 1368 byl Jošimicu Ašikaga jmenován 3. šógunem ašikagského šógunátu. Pod jeho vedením se podařilo císařský dvůr stabilizovat. Dne 24. května 1382 se císař Go-En'jú vzdal trůnu ve prospěch svého syna Motohita (幹仁親王), pozdějšího císaře Go-Komacua. Go-En'jú pak vládl jako klášterní císař až do své smrti v roce 1393. 
Roku 1392 byl uzavřen mír s Jižním dvorem. Téhož roku se pověřenci ašikagského šógunátu podařilo přimět „jižního“ císaře Go-Kamejamu, aby postoupil posvátné císařské regálie Go-Komacuovi, čímž přenechal Chryzantémový trůn svému bývalému protivníkovi. Tak skončilo období Nanbokučó neboli období Severního a Jižního dvora. 
Císař Go-En'jú zemřel 6. června 1393. Je spolu s dalšími 11 císaři pohřben v mauzoleu Fukakusa no kita no misasagi (深草北陵) v kjótské čtvrti Fušimi-ku.

## Rodina
Císař Go-En'jú měl 5 manželek, s nimiž zplodil 6 dětí, 3 syny a 3 dcery.

## Rivalové z Jižního dvora
- Čókei